# Alejandro Fuentes
Alejandro Javiero Fuentes (Chile, 5 de novembro de 1987) é um cantor norueguês de origem chilena.

## Carreira
Em 2005, Fuentes participou da terceira temporada da versão norueguesa do programa Ídolos, terminando em terceiro lugar. No mesmo ano, lançou o álbum Diamonds and Pearls, que foi disco de ouro.
No ano de 2006, Fuentes esteve em turnê pelo seu país com os cantores Kurt Nilsen, Espen Lind e Askil Holm. Desta parceria saiu o CD e DVD Hallelujah Live, que atingiu o topo de vendas na Noruega.
Em 2007, saiu Tomorrow Only Knows, o segundo álbum de Alejandro, que emplacou o hit "Hell If I". Em março de 2009, foi anunciado o lançamento do álbum Hallelujah Live Vol. 2 e da nova turnê do cantor com Nilsen, Lind e Holm. O primeiro single deste trabalho foi um cover da canção "With or Without You" do U2, que garantiu o mais um hit #1 do cantor na parada norueguesa.
Em 2012, seu álbum mais recente All My Life foi lançado. Seu mais novo single "One More Night" foi lançado em Janeiro de 2017.

## Discografia
- 2005: Diamonds and Pearls
- 2007: Tomorrow Only Knows
- 2012: All My Life